# Jakob Persson
Jakob Persson (i riksdagen kallad Persson i Arboga), född 8 februari 1839 i Brunflo socken, död 25 juli 1934 i Arboga, var en svensk rektor och politiker (liberal). 

## Biografi
Jakob Persson, som kom från en bondefamilj i Jämtland, studerade vid Uppsala universitet och var sedan lärare i Lissabon (som privatlärare), Uppsala och Stockholm innan han blev rektor vid Arboga allmänna läroverk 1883. 
Han var riksdagsledamot 1891–1905 i andra kammaren för Arboga och Sala valkrets. Fram till 1894 tillhörde han centern, men vid bildandet av den liberala partigruppen Folkpartiet år 1895 övergick han dit och följde därefter med då Folkpartiet övergick i Liberala samlingspartiet år 1900. I riksdagen var han bland annat suppleant i lagutskottet 1894–1896 samt i konstitutionsutskottet 1903–1905. Han engagerade sig bland annat för en reform av det kommunala valsystemet och för ett förbud av tobaksförsäljning till minderåriga.
Jakob Persson var Norrlands nations förste kurator 1872–1876, och blev hedersledamot vid nationen 1927.